# Wigan Athletic Football Club
El Wigan Athletic Football Club és un club de futbol d'Anglaterra, de la ciutat de Wigan, situada al Gran Manchester. Va ser fundat el 1932 i actualment juga a la FA Premier League anglesa.

## Història
En el 2003, el Wigan va ascendir a la Football League Championship per primera vegada, i en el 2005 van finalitzar segons en aquesta divisió, el que va permetre que l'equip ascendís a la FA Premier League per primera vegada en la seva història. A la temporada següent van sorprendre al futbol anglès a l'arribar a la final de la Football League Cup i en quedar entre els 10 primers de la Premier anglesa.

## Estadi
L'equip juga al DW Stadium de Wigan, amb capacitat per a 24.826 espectadors. Va ser inaugurat el 4 d'agost de 1999. És compartit amb l'equip de rugbi dels Wigan Warriors.
Anteriorment, el Wigan Athletic jugava els partits de local en el Springfield Park, el qual era compartit amb el Wigan Borough.

## Palmarès
Tornejos nacionals
- Subcampió de la Copa de la lliga: 2006
- Campió de la FA Cup 2013